# دانييل سيمينزاتو
دانييل سيمينزاتو (بالإيطالية: Daniel Semenzato)‏ (11 يناير 1987 في إيطاليا - ) هو لاعب كرة قدم إيطالي في مركزي الظهير والدفاع. شارك مع منتخب إيطاليا تحت 17 سنة لكرة القدم ومنتخب إيطاليا تحت 19 سنة لكرة القدم. أما مع النوادي، فقد لعب مع نادي تريفيزو ونادي سيتاديلا ونادي فروسينوني ونادي فينيزيا ونادي كريمونيسي ونادي كومو ونادي ليتشي وBassano Virtus 55 ST ‏ ونادي مونتيكياري وPortogruaro Calcio ASD ‏.

## روابط خارجية
- دانييل سيمينزاتو على موقع إي إس بي إن إف سي (الإنجليزية)
- دانييل سيمينزاتو على موقع قاعدة بيانات كرة القدم.إي يو (الإنجليزية)
- دانييل سيمينزاتو على موقع Soccerway.com (الإنجليزية)